# Fatou Bensouda
Fatou Bom Bensouda (Banjul, 31 januari 1961) is een Gambiaans juriste en voormalig politica. Ze was minister van Justitie van Gambia en van 15 juni 2012 tot 15 juni 2021 de aanklager bij het Internationaal Strafhof, tot in juni 2021. Sinds september 2004 was ze daar al plaatsvervangend aanklager.
Bensouda studeerde rechten in Nigeria en zeerecht in Malta en bekleedde in haar geboorteland diverse hoge juridische functies waaronder die van procureur-generaal. Ook deed zij diplomatiek werk en was ze manager van een handelsbank. Van 1998 tot en met 2000 was ze de minister van Justitie van Gambia. Daarna ging ze aan de slag als juridisch adviseur en aanklager bij het Rwanda-tribunaal in Tanzania. Hier werkte ze van 2002 tot augustus 2004.
Hierna trad zij in dienst bij het Internationaal Strafhof (ICC) te Den Haag. In september 2004 werd ze plaatsvervangend aanklager en gaf ze leiding aan het bureau van de aanklager, Luis Moreno-Ocampo.
Eind 2011 was ze de enig overgebleven kandidaat om Moreno-Ocampo op te volgen. Door de Vergadering van Verdragsstaten, de vergadering van alle landen die bij het Strafhof zijn aangesloten, werd Bensouda op 12 december 2011 unaniem gekozen als opvolger van de Argentijn. De Afrikaanse Unie, die regelmatig kritiek heeft geuit op het Strafhof in verband met het grote aandeel aan Afrikaanse leiders dat het de afgelopen jaren vervolgde, heeft haar kandidatuur actief gesteund. Haar functie als hoofdaanklager ging op 15 juni 2012 in en ze is net als haar voorganger voor negen jaar benoemd. In 2019 werd haar Amerikaanse visum als politieke daad door de Amerikaanse overheid ingetrokken, in een poging het werk van het Internationaal Strafhof te dwarsbomen.
Bensouda heeft verschillende prijzen en onderscheidingen gekregen voor haar juridische werk, met als belangrijkste (in 2009) de Internationale Juristenprijs van de Internationale Commissie van Juristen. Het tijdschrift Jeune Afrique plaatste haar in 2010 als vierde op een lijst van meest invloedrijke Afrikanen.
Op 2 september 2020 stelden de Verenigde Staten onder president Trump sancties tegen haar in door haar te plaatsen op de lijst van Specially Designated Nationals, de Amerikaanse zwarte lijst van personen die worden gezien als een bedreiging voor de nationale veiligheid, van het Office of Foreign Assets Control. De VS heeft onder meer bezwaar tegen een onderzoek naar oorlogsmisdrijven van Amerikanen in Afghanistan. Onder president Biden werd deze maatregel teruggedraaid op 2 april 2021.
In juni 2021 werd Bensouda als hoofdaanklager bij het Internationaal Strafhof opgevolgd door Karim Ahmad Khan.
Bensouda is getrouwd met een Gambiaans-Marokkaanse zakenman en moeder van twee eigen zoons en een geadopteerd nichtje.
- Gemeinsame Normdatei: 1187792926
- International Standard Name Identifier: 0000 0003 8881 8175
- Library of Congress Control Number: no2019092663
- Nederlandse Thesaurus van Auteursnamen: 304026573
- Système universitaire de documentation: 194235351
- Virtual International Authority File: 282105332
- WorldCat: E39PBJgMCpGFP6R6wRgQJBVDMP